# Bruno di Querfurt
Bruno di Querfurt, detto anche Brunone Bonifacio (Querfurt, 974 – 14 febbraio o 9 marzo 1009), è stato un missionario e arcivescovo tedesco, proclamato santo dalla Chiesa cattolica.

## Biografia
Bruno di Querfurt quando divenne monaco, proveniva dalla dinastia di Querfurt, imparentata con la famiglia imperiale sassone. Era uno dei quattro figli di Bruno il Vecchio, il primo signore riconosciuto del castello di Querfurt nello Hassegau e della di lui moglie Ida.
Fu educato nella famosa scuola del Duomo di Magdeburgo, dove conobbe e divenne amico di Titmaro di Merseburgo, suo compagno di studi e a 20 anni di età era già cappellano di corte dell'imperatore Ottone III. Già dopo un anno egli rinunciava alla sua molto promettente posizione e, dopo aver accompagnato nel 996 l'imperatore nel suo viaggio di incoronazione a Roma, divenne monaco nel monastero dei santi Alessio e Bonifacio, proprio come il vescovo Adalberto di Praga, di cui Bruno fu biografo e suo predecessore nel martirio.
Dopo cinque anni di vita nel monatero si unì a Romualdo, il grande combattente contro la rilassatezza che aveva preso piede in molti conventi. Non appena giunse in Italia la notizia della morte nel martirio di Adalberto (23 aprile 997), Bruno decise di seguire il suo esempio, che tuttavia non poté mettere in pratica allo stesso modo.
Nel 1004 Bruno fu consacrato a Merseburg arcivescovo per le missioni in Oriente, ma non trovò appoggi presso l'imperatore Enrico II, che stava conducendo un'audace guerra contro il duca polacco Boleslao I. Si presentò allora al re di Ungheria Stefano, senza tuttavia trovare sostegno cosicché si recò a Kiev presso il granduca russo Vladimir I. Di là volle andare in missione presso i Peceneghi, che vivevano fra il Don inferiore ed il Danubio inferiore. Durante il suo soggiorno di cinque settimane nella loro terra, Bonifacio riuscì a convertire gran parte della popolazione, ma dopo la sua partenza essi rinnegarono nuovamente la fede. Tuttavia egli era riuscito almeno a riportare la pace fra loro ed il granduca.
Nel 1008 Bonifacio cambiò il suo obiettivo principale e si recò dal re dei polacchi Boleslao I. Poiché nel frattempo una nuova guerra era scoppiata fra l'imperatore Enrico e il duca Boleslao, egli inviò un suo compagno in Svezia, ove il re Olaf Skötkonung si fece battezzare insieme a gran parte del suo popolo. Quindi egli fece ancora un ultimo tentativo per riconciliare Enrico con Boleslao, indirizzando una lettera all'imperatore, ma anche questo tentativo fu inutile ed egli infine si incamminò verso la terra dei Pruzzi.
Circa il suo destino presso queste popolazioni e circa la sua fine si sa solo che egli con i suoi compagni si era inoltrato fino al confine della Lituania dove il 14 febbraio o il 9 marzo 1009 subì il martirio dai Pruzzi o dai Lituani. La sua missione non ebbe quindi successo. Ciò che invece riuscì con la spada ai Cavalieri teutonici, ma solo nel XIII secolo.

I Pruzzi, antenati dei Prussiani, e altre stirpi baltiche nel XII secolo

## Opere
Bonifacio ha lasciato, fra le sue opere, una delle tre biografie scritte da contemporanei di sant'Adalberto di Praga, composta nel 1004 durante il suo soggiorno in Ungheria, e la Vita di cinque fratelli, che narra il martirio avvenuto nel 1003 in Polonia, di cinque padri camaldolesi, tra cui spicca la figura di san Benedetto da Benevento.

## Culto
Viene commemorato il 9 marzo.